# Neorickettsia
Neorickettsia é um gênero de bactérias gram-negativas da família Anaplasmataceae. 

## Espécies
- Neorickettsia helminthoeca Philip, Hadlow & Hughes 1953
- Neorickettsia risticii (Holland, Weiss, Burgdorfer, Cole & Kakoma 1985) Dumler, Barbet, Bekker, Dasch, Palmer, Ray, Rikihisa & Rurangirwa 2001
- Neorickettsia sennetsu (Misao & Kobayashi 1956) Dumler, Barbet, Bekker, Dasch, Palmer, Ray, Rikihisa & Rurangirwa 2001